# Anthidiellum
Anthidiellum är ett släkte av bin. Anthidiellum ingår i familjen buksamlarbin.

## Dottertaxa tillAnthidiellum, i alfabetisk ordning[1]
- Anthidiellum absonulum
- Anthidiellum anale
- Anthidiellum apicale
- Anthidiellum apicatum
- Anthidiellum apicepilosum
- Anthidiellum azteca
- Anthidiellum bilobatum
- Anthidiellum bimaculatum
- Anthidiellum bipectinatum
- Anthidiellum biroi
- Anthidiellum bolivianum
- Anthidiellum boreale
- Anthidiellum breviusculum
- Anthidiellum bulawayense
- Anthidiellum butarsis
- Anthidiellum coloratulum
- Anthidiellum crassepunctatum
- Anthidiellum crenulatum
- Anthidiellum cyreniacum
- Anthidiellum ehrhorni
- Anthidiellum eiseni
- Anthidiellum eritrinum
- Anthidiellum flavescens
- Anthidiellum forsteni
- Anthidiellum hondurasicum
- Anthidiellum krombeini
- Anthidiellum latipes
- Anthidiellum ludiense
- Anthidiellum madli
- Anthidiellum mediale
- Anthidiellum melanaspis
- Anthidiellum melanocephalum
- Anthidiellum meliponiforme
- Anthidiellum micheneri
- Anthidiellum nigriceps
- Anthidiellum nigripes
- Anthidiellum notatum
- Anthidiellum orichalciscopatum
- Anthidiellum otavicum
- Anthidiellum perplexum
- Anthidiellum polyochrum
- Anthidiellum ramakrishnae
- Anthidiellum rasorium
- Anthidiellum rubellum
- Anthidiellum ruficeps
- Anthidiellum rufomaculatum
- Anthidiellum scutellatum
- Anthidiellum smithii
- Anthidiellum solomonis
- Anthidiellum spilotum
- Anthidiellum sternale
- Anthidiellum strigatum
- Anthidiellum tegwaniense
- Anthidiellum toltecum
- Anthidiellum transversale
- Anthidiellum turneri
- Anthidiellum xilitlense
- Anthidiellum xinjiangense
- Anthidiellum zebra